# Vencedor (1755)
El Vencedor fue un navío de línea de la Real Armada Española, construido en los Reales Astilleros de Esteiro de Ferrol. Su nombre de advocación era San Julián. De acuerdo con los estándares británicos el buque quedaba categorizado como navío de tercera clase. Por breve tiempo (1806-1808) perteneció a la Marina francesa por intercambio de naves, hasta su captura por los españoles en 1808.

## Construcción
Junto con sus 11 gemelos, fue ordenado el 15 de junio de 1752, su quilla fue puesta sobre la grada en 1752 y fue botado en 1754. Pertenecía a la serie conocida popularmente como los 12 Apóstoles o del Apostolado, construidos todos simultáneamente en los Reales Astilleros de Esteiro de Ferrol por el constructor británico Rooth, entre 1753 y 1755. Entró en servicio en 1754 con 68 cañones, al igual que todos los demás de la serie, aunque después llegó a portar 74 cañones.

## Historial

### Combatiendo a los corsarios argelinos
En 1758, al mando del capitán de navío Francisco Javier Everardo de Tilly y Paredes, navegaba junto con sus gemelos Soberano y Héctor en una división que mandaba el capitán de navío Isidoro García de Postigo, cuando avistaron al navío argelino de 60 cañones Castillo Nuevo y a la fragata Calavera de 40 cañones. Los buques españoles habían salido de Cartagena el 2 de junio para patrullar la costa. 
Se inició la persecución de los buques argelinos cerca de la costa de Estepona y Málaga, empezando el combate ocho horas y media después del avistamiento. Al cabo de seis horas y media, el Castillo Nuevo estaba totalmente desmantelado y poco después se le conminó a la rendición. Se capturó al navío argelino con 100 muertos y 44 heridos, cayendo prisioneros otros 306 hombres. A pesar del esfuerzo de los carpinteros el navío se hundió a las 8.30 de la mañana del día siguiente por las graves averías sufridas. Hubo dos muertos y diez heridos en el Vencedor y varios heridos en el Soberano. El Héctor y una tormenta se encargaron de destruir a la fragata.

### Transporte Real
En 1759, bajo el mando del capitán de navío Antonio Rodríguez Valcárcel, partió de Cádiz el 29 de agosto. Formaba parte de una escuadra al mando teniente general Juan José Navarro, Marqués de la Victoria, integrada por otros diez navíos, dos fragatas y dos tartanas que iba a Nápoles para recoger al nuevo rey Carlos III. El 28 de septiembre llegan al puerto italiano, donde se les unieron otros cuatro navíos españoles y uno napolitano. El rey embarcó en el Real Fénix el 7 de octubre y arribó a Barcelona el 17 de octubre.

### Guerra de los Siete Años
El 14 de abril de 1761 partió de Cádiz con rumbo a La Habana con la escuadra integrada además por los navíos Aquilón, Soberano, Tigre, Asia y la fragata Venganza, al mando del jefe de escuadra Gutierre de Hevia, marqués del Real Transporte, que usaba como buque insignia el navío Tigre. Llevaban 1.439 soldados de los segundos batallones de los regimientos España y Aragón para guarnecer Puerto Rico, Santiago de Cuba y La Habana. La escuadra entró en La Habana el 27 de junio. En el Vencedor estaban embarcados 321 hombres del segundo batallón del regimiento de infantería España. 
Cuando se produjo el ataque británico a La Habana el 6 de junio de 1762, los navíos Vencedor y Castilla se encontraban rumbo a Veracruz, ya que el 14 de mayo habían zarpado de La Habana para esperar en la sonda de la Tortuga al navío Tridente y a las fragatas Flora y Águila que habían zarpado de Veracruz, para escoltarlos a La Habana. Ante las noticias del ataque británico, deciden acudir todos al puerto de Veracruz.

### Tiempo de paz
A finales de 1770, al mando de Adrián Caudrón de Cantín, y como integrante de la división del marqués de Casa Tilly, zarpó de Cartagena a primeros de noviembre para transportar a Cádiz municiones y pertrechos para el navío Atlante, regresando a Cartagena en junio de 1771. 
En 1777, acompañado por el navío San Eugenio, transportó a 60 guardiamarinas desde Ferrol a Cartagena. Luego quedó incorporado a la escuadra del teniente general Miguel Gastón, bajo el mando del brigadier Francisco Hidalgo de Cisneros y Ceijas. 

### Guerra de Independencia de los Estados Unidos
A finales de junio de 1779, al declarar España la Guerra a Gran Bretaña en el contexto de la Guerra de Independencia de los Estados Unidos, se incorporó dentro de la escuadra de Gastón a la del teniente general Luis de Córdova y Córdova para realizar la campaña del Canal de la Mancha. Permaneció en Brest cuando partió la escuadra de Córdova con la escuadra de Miguel Gastón hasta su entrada en Ferrol el 23 de enero de 1780. 
En agosto de 1780 participó con la escuadra de Córdova en la captura de un convoy británico de 53 buques, bajo el mando del capitán de navío José de Castejón y Villalonga. En 1781 y con la misma escuadra tomó parte en la segunda campaña del Canal de la Mancha. El 21 de octubre de 1782 intervino en la batalla del cabo Espartel, donde sufrió 5 muertos y 6 heridos. 
En 1794, realizó un viaje hasta Liorna (Italia) para trasladar a Barcelona al Príncipe de Parma. El 16 de junio de 1795 fue destinado a la Escuadra del Océano. El 26 de octubre de 1795 el capitán de navío Salvador Medina sustituyó en el mando a Juan Vicente Yáñez.

### Guerras Napoleónicas
Entre 1795 y 1797 se otorga su mando al capitán de navío Dionisio Alcalá Galiano. El Vencedor está asignado a la escuadra con base en Cádiz, al mando del teniente general José de Mazarredo, que a primeros de abril de 1797 fue bloqueada en Cádiz por la escuadra británica de John Jervis hasta 1799,  por lo que a finales de 1797 se desarmó en Cádiz junto con otros seis navíos y una fragata para tripular al resto de la escuadra. 
En 1799 realizó una travesía a Veracruz y La Habana para transportar caudales a la Península, por rutas poco utilizadas, recalando en Santoña. Regresó nuevamente a América en 1801 y allí tuvo conocimiento de la Paz de Amiens, regresando a España en 1802. 
El 1 de febrero de 1806 salió del dique seco, sin finalizar su carena, para volver a entrar en el dique en el mes de abril. El 18 de diciembre de 1806 fue cambiado por el navío francés Argonaute, que había luchado en la batalla de Trafalgar y que se encontraba en Cádiz con la escuadra del almirante francés Rosilly al mando del capitán de navío Billet, y se le renombra como al buque que sustituye. Debido al bloqueo británico no puede salir de Cádiz, donde el 14 de junio de 1808 es capturado por España con el resto de la escuadra francesa de Rosilly, tras lo cual recuperó su nombre original.

### Naufragio
El 28 de septiembre de 1810 zarpó de Cádiz para ser llevado a Mahón. En este viaje transportaba setenta marineros británicos al mando del teniente John Cook y escoltado por el navío HMS Roodney. El 28 de octubre sufrieron un temporal en el que el Vencedor rompió el timón, las bombas de agua quedaron inutilizadas y se separó del navío británico. El 31 de octubre encalló en la costa occidental de Cerdeña, en Porto Alabe, Tresnuraghes en un lugar que luego tomará el nombre de "Sa Barca Isfatta" (el barco destruido) donde se pudo salvar casi toda la tripulación con la excepción de catorce hombres.